# 三つの共同コミュニケ
三つのコミュニケまたは三つの共同コミュニケ（英: Three Joint Communiqués、中: 三个联合公报）とは、アメリカ合衆国（米国）と中華人民共和国の政府が共同発表した3つの声明をまとめたもので、米中関係の構築に重要な役割を果たし、現在も六つの保証と台湾関係法とともに、両国間の対話に欠かせない要素となっている。

## 1回目
最初のコミュニケ（1972年2月28日）は「上海コミュニケ」として知られ、1972年2月にリチャード・ニクソン大統領と周恩来首相が開始した画期的な対話を要約したものである。このコミュニケでは、ベトナム、朝鮮半島、インド・パキスタンとカシミール地方、そしておそらく最も重要なのは台湾（中華民国）問題（台湾の政治的地位）についての双方の見解が述べられている。基本的には、双方はお互いの国家主権と領土の保全を尊重することで合意した。米国は、「台湾海峡の両側のすべての中国人が、中国はただ一つであり、台湾は中国の一部分であると主張している」ことを正式に認めた。
「受け入れる（accept）」ではなく「認める（acknowledge）」という言葉を使うことは、台湾の将来に関する米国の曖昧な立場を示す例としてよく引用される。

## 2回目

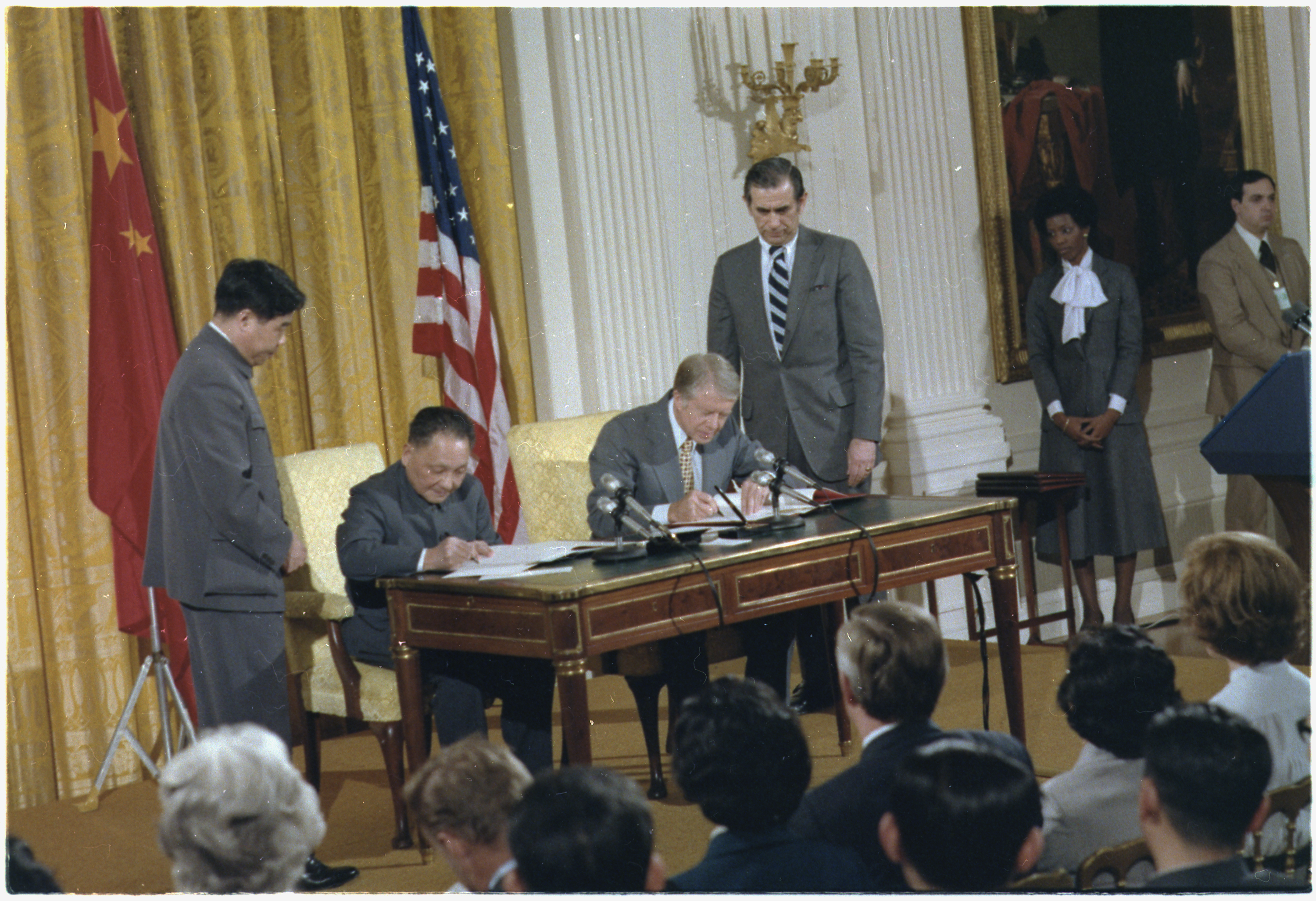
米中調印式での鄧小平とジミー・カーター

第2回目のコミュニケ（1979年1月1日）、外交関係樹立に関する共同コミュニケは、米国と中華人民共和国との間の正常な関係の開始を正式に宣言したものである。これにより、米国は中華人民共和国政府が中国の唯一の合法政府であることを認めた。また、米国政府は、中華民国（台湾）との正式な政治的関係を終了し、経済的・文化的関係を維持することを宣言した。双方は、国際紛争のリスクを減らすとともに、アジア太平洋地域におけるいかなる国の覇権も回避したいとの考えを再確認した。

## 3回目
第2次上海コミュニケ（8・17コミュニケ）としても知られる、3回目で最後のコミュニケ（1982年8月17日）は、双方が経済、文化、教育、科学、技術面での関係をさらに強化していくことを再確認した。双方はまた、前回のコミュニケでの台湾問題に関する声明を再確認した。台湾への武器売却問題については決定的な結論は出なかったが、米国は台湾への武器売却を段階的に減少させる意向を表明した。
1982年7月10日、ローレンス・イーグルバーガー国務長官から米国在台湾協会のジェームズ・R・リリー会長に送られた機密解除された電報では、台湾への武器売却を減らすには、中国が台湾海峡の安全を約束することが条件であると説明されていた。その後、米国は台湾に対する六つの保証を発行することで、第三次コミュニケを一方的に補完した。